# Goriče (Kranj, Slovenija)
Goriče je naselje u slovenskoj Općini Kranju. Goriče se nalazi u pokrajini Gorenjskoj i statističkoj regiji Gorenjskoj. 

## Stanovništvo
Prema popisu stanovništva iz 2002. godine naselje je imalo 341 stanovnika.